# Copa do Mundo de Ginástica Rítmica de 2023
O circuito Copa do Mundo da FIG de Ginástica Rítmica de 2023 é uma série de competições oficialmente organizadas e promovidas pela Federação Internacional de Ginástica.

## Formatos
| Copa do Mundo            |                           |           |                     |
| Data                     | Evento                    | Local     | Tipo                |
| 17 a 19 de março         | Copa do Mundo FIG de 2023 | Atenas    | Individual e grupos |
| 31 de março a 2 de abril | Copa do Mundo FIG de 2023 | Sófia     | Individual e grupos |
| 14 a 16 de abril         | Copa do Mundo FIG de 2023 | Tasquente | Individual e grupos |
| 21 a 23 de abril         | Copa do Mundo FIG de 2023 | Baku      | Individual e grupos |
| 21 a 23 de julho         | Copa do Mundo FIG de 2023 | Milão     | Individual e grupos |

| Copa do Mundo Challenge |                              |             |                     |
| 5 a 7 de maio           | FIG World Challenge Cup 2023 | Portimão    | Individual e grupos |
| 14 a 16 de julho        | FIG World Challenge Cup 2023 | Cluj Napoca | Individual e grupos |

## Medalhistas

### Geral

#### Individual
| Competições             | Ouro              | Prata             | Bronze            |
| ----------------------- | ----------------- | ----------------- | ----------------- |
| Copa do Mundo           |                   |                   |                   |
| Atenas                  | Sofia Raffaeli    | Stiliana Nikolova | Boryana Kaleyn    |
| Sófia                   | Stiliana Nikolova | Sofia Raffaeli    | Takhmina Ikromova |
| Tasquente               | Sofia Raffaeli    | Takhmina Ikromova | Margarita Kolosov |
| Baku                    | Stiliana Nikolova | Sofia Raffaeli    | Eva Brezalieva    |
| Milão                   | Darja Varfolomeev | Sofia Raffaeli    | Stiliana Nikolova |
| Copa do Mundo Challenge |                   |                   |                   |
| Portimão                | Darja Varfolomeev | Evita Griskenas   | Aibota Yertaikyzy |
| Cluj Napoca             | Sofia Raffaeli    | Boryana Kaleyn    | Darja Varfolomeev |

#### Grupo
| Competições             | Ouro     | Prata    | Bronze      |
| ----------------------- | -------- | -------- | ----------- |
| Copa do Mundo           |          |          |             |
| Atenas                  | Israel   | Bulgária | Brasil      |
| Sófia                   | Bulgária | Israel   | França      |
| Tasquente               | China    | Alemanha | Uzbequistão |
| Baku                    | China    | Israel   | Azerbaijão  |
| Milão                   | Itália   | Israel   | China       |
| Copa do Mundo Challenge |          |          |             |
| Portimão                | Espanha  | Itália   | Azerbaijão  |
| Cluj Napoca             | Itália   | Bulgária | Brasil      |

### Aparelhos

#### Arco
| Competições             | Ouro              | Prata                 | Bronze            |
| ----------------------- | ----------------- | --------------------- | ----------------- |
| Copa do Mundo           |                   |                       |                   |
| Atenas                  | Sofia Raffaeli    | Fanni Pigniczki       | Polina Berezina   |
| Sófia                   | Stiliana Nikolova | Adi Asya Katz         | Sofia Raffaeli    |
| Tasquente               | Sofia Raffaeli    | Margarita Kolosov     | Takhmina Ikromova |
| Baku                    | Stiliana Nikolova | Sofia Raffaeli        | Eva Brezalieva    |
| Milão                   | Sofia Raffaeli    | Viktoriia Onopriienko | Darja Varfolomeev |
| Copa do Mundo Challenge |                   |                       |                   |
| Portimão                | Darja Varfolomeev | Evita Griskenas       | Aibota Yertaikyzy |
| Cluj Napoca             | Sofia Raffaeli    | Eva Brezalieva        | Margarita Kolosov |

#### Bola
| Competições             | Ouro              | Prata              | Bronze              |
| ----------------------- | ----------------- | ------------------ | ------------------- |
| Copa do Mundo           |                   |                    |                     |
| Atenas                  | Stiliana Nikolova | Sofia Raffaeli     | Evita Griskenas     |
| Sófia                   | Stiliana Nikolova | Sofia Raffaeli     | Takhmina Ikromova   |
| Tasquente               | Sofia Raffaeli    | Margarita Kolosov  | Ekaterina Vedeneeva |
| Baku                    | Darja Varfolomeev | Eva Brezalieva     | Takhmina Ikromova   |
| Milão                   | Darja Varfolomeev | Boryana Kaleyn     | Stiliana Nikolova   |
| Copa do Mundo Challenge |                   |                    |                     |
| Portimão                | Elzhana Taniyeva  | Aibota Yertaikyzy  | Darja Varfolomeev   |
| Cluj Napoca             | Boryana Kaleyn    | Milena Baldassarri | Sofia Raffaeli      |

#### Maças
| Competições             | Ouro              | Prata                 | Bronze            |
| ----------------------- | ----------------- | --------------------- | ----------------- |
| Copa do Mundo           |                   |                       |                   |
| Atenas                  | Margarita Kolosov | Takhmina Ikromova     | Elzhana Taniyeva  |
| Sófia                   | Stiliana Nikolova | Eva Brezalieva        | Sofia Raffaeli    |
| Tasquente               | Sofia Raffaeli    | Darja Varfolomeev     | Fanni Pigniczki   |
| Baku                    | Stiliana Nikolova | Viktoriia Onopriienko | Darja Varfolomeev |
| Milão                   | Darja Varfolomeev | Sofia Raffaeli        | Stiliana Nikolova |
| Copa do Mundo Challenge |                   |                       |                   |
| Portimão                | Darja Varfolomeev | Evita Griskenas       | Zhao Yating       |
| Cluj Napoca             | Boryana Kaleyn    | Darja Varfolomeev     | Sofia Raffaeli    |

#### Fita
| Competições             | Ouro                  | Prata             | Bronze            |
| ----------------------- | --------------------- | ----------------- | ----------------- |
| Copa do Mundo           |                       |                   |                   |
| Atenas                  | Ekaterina Vedeneeva   | Adi Asya Katz     | Stiliana Nikolova |
| Sófia                   | Takhmina Ikromova     | Elzhana Taniyeva  | Bárbara Domingos  |
| Tasquente               | Sofia Raffaeli        | Darja Varfolomeev | Margarita Kolosov |
| Baku                    | Stiliana Nikolova     | Eva Brezalieva    | Takhmina Ikromova |
| Milão                   | Viktoriia Onopriienko | Boryana Kaleyn    | Darja Varfolomeev |
| Copa do Mundo Challenge |                       |                   |                   |
| Portimão                | Darja Varfolomeev     | Hélène Karbanov   | Elzhana Taniyeva  |
| Cluj Napoca             | Darja Varfolomeev     | Eva Brezalieva    | Bárbara Domingos  |

#### 5 Arcos
| Competições             | Ouro   | Prata       | Bronze      |
| ----------------------- | ------ | ----------- | ----------- |
| Copa do Mundo           |        |             |             |
| Atenas                  | Israel | Itália      | Polónia     |
| Sófia                   | Itália | Israel      | França      |
| Tasquente               | China  | Cazaquistão | Uzbequistão |
| Baku                    | Israel | China       | Ucrânia     |
| Milão                   | Israel | Itália      | Bulgária    |
| Copa do Mundo Challenge |        |             |             |
| Portimão                | Brasil | Espanha     | Itália      |
| Cluj Napoca             | Itália | Brasil      | México      |

#### 3 Fitas e 2 Bolas
| Competições             | Ouro    | Prata    | Bronze      |
| ----------------------- | ------- | -------- | ----------- |
| Copa do Mundo           |         |          |             |
| Atenas                  | Itália  | Israel   | Grécia      |
| Sófia                   | Polónia | Grécia   | França      |
| Tasquente               | China   | Alemanha | Cazaquistão |
| Baku                    | Israel  | China    | Azerbaijão  |
| Milão                   | Itália  | Israel   | China       |
| Copa do Mundo Challenge |         |          |             |
| Portimão                | Itália  | França   | Japão       |
| Cluj Napoca             | Brasil  | Itália   | Bulgária    |

## Quadro geral de medalhas
| Pos.                | País                | Ouro | Prata | Bronze | Total |
| ------------------- | ------------------- | ---- | ----- | ------ | ----- |
| 1                   | Itália              | 17   | 12    | 5      | 34    |
| 2                   | Bulgária            | 12   | 11    | 9      | 32    |
| 3                   | Alemanha            | 10   | 7     | 8      | 25    |
| 4                   | Israel              | 5    | 8     | 0      | 13    |
| 5                   | China               | 4    | 2     | 3      | 9     |
| 6                   | Brasil              | 2    | 1     | 4      | 7     |
| 7                   | Cazaquistão         | 1    | 3     | 5      | 9     |
| 8                   | Uzbequistão         | 1    | 2     | 7      | 10    |
| 9                   | Ucrânia             | 1    | 2     | 1      | 4     |
| 10                  | Espanha             | 1    | 1     | 1      | 3     |
| 11                  | Eslovénia           | 1    | 0     | 1      | 2     |
| 11                  | Polónia             | 1    | 0     | 1      | 2     |
| 13                  | Estados Unidos      | 0    | 3     | 1      | 4     |
| 14                  | França              | 0    | 2     | 3      | 5     |
| 15                  | Grécia              | 0    | 1     | 1      | 2     |
| 15                  | Hungria             | 0    | 1     | 1      | 2     |
| 17                  | Azerbaijão          | 0    | 0     | 3      | 3     |
| 18                  | Japão               | 0    | 0     | 1      | 1     |
| 18                  | México              | 0    | 0     | 1      | 1     |
| Total (19 entradas) | Total (19 entradas) | 56   | 56    | 56     | 168   |